# Atrachorema tuarua
Atrachorema tuarua är en nattsländeart som beskrevs av Mcfarlane 1966. Atrachorema tuarua ingår i släktet Atrachorema och familjen Hydrobiosidae. Inga underarter finns listade i Catalogue of Life.